# Илич Рамирес Санчес
Карлос Чакала (с истинско име Илич Рамирес Санчес, на испански: Ilich Ramírez Sánchez) е венецуелски престъпник и един от най-известните терористи на 1970-те и 1980-те години, излежаващ доживотна присъда във Франция за убийството на двама тайни агенти и ливански информатор. Дълги години той е един от най-издирваните международни престъпници.
Получава псевдонима Карлос, след като става член на лявата екстремистка организация Народен фронт за освобождение на Палестина, а прякора „Чакала“ получава от пресата (The Guardian), когато сред неговите вещи е открита книгата Денят на Чакала на Фредерик Форсайт. Въпреки че книгата не е негова, прякорът му остава.

## Биография

### Ранни години
Илич Рамирес Санчес е роден в Каракас, Венецуела на 12 октомври 1949 година, син на Хосе Навас – член на Комунистическата партия на Венецуела, и Елба Санчес, ревностна католичка. Баща му е убеден комунист и в чест на Владимир Илич Ленин кръщава синовете си на него – другите братя на Карлос са кръстени съответно Владимир и Ленин.
След развода на родителите му Илич Рамирес остава с майка си. Заедно се местят в Лондон, където Рамирес учи в икономическа гимназия.
След дипломирането си от гимназията Илич Рамирес Санчес получава стипендия чрез посолството на СССР в Каракас. Заминава в Съветския съюз за обучение в Университета за дружба между народите „Патрис Лумумба“, който според ББС се ползва от КГБ за „набиране на чужди комунисти“. През 1970 година е изключен от университета. Причините не се споменават от руснаците. Въпреки изключването след около 2 години той получава диплома по икономика от същия университет.

### Сътрудничество с ПФЛП
В началото на 70-те се свързва с Народен фронт за освобождение на Палестина (PFLP) в Йордания и участва в сраженията по време на Черния септември. Премества се в Лондон където следва в университет и успоредно работи за ПФЛП.
През 1973 година прави неуспешен опит да убие еврейския бизнесмен и вицепрезидент на Британската ционистка федерация Йозеф Зиеф. Тези действия са в отговор на убийството на Мохамед Бадиа, лидер на ПФЛП за Европа в Париж, от агенти на Мосад. Карлос Чакала сам признава, че е отговорен за бомбена атака в Банка Хаполим в Лондон, за три коли бомби заложени пред редакции на вестници във Франция, за гранатометна стрелба в парижки ресторант, при която са убити двама и 30 са ранени.
В Хага на 27 юни 1974 година подпомага японската Обединена червена армия Rengo Sekigun при операция за отвличането на френския посланик. На 13 и 17 януари 1975 година участва в два неуспешни опита да се взривят самолети на Ел Ал с гранатомет на летище Орли, Париж. На 27 юни 1975 година Карлос Чакала застрелва двама френски агенти при опит за задържането му след като е издаден от Мишел Мукхарбал, арестуван член на ПФЛП. Мукхарбал също е застрелян. Карлос бяга в Ливан, където същата година според сведения на руските служби приема исляма. Това е потвърдено впоследствие от самия Карлос в неговата автобиография.

## Акция във Виена срещу ОПЕК
След няколко атаки, станали известни в световен мащаб през 1975 г., се извършва нападение на офисите на ОПЕК във Виена. Министрите са отвлечени, стига се до смъртта на трима души.
На второ място, Карлос започва да организира поддръжка на организацията си измежду негови лични приятелки, които заслужават специално да се споменат:
- Мария Тереза (Lara Santamaria), която познава Карлос и като Илич Рамирес Санчес, но го въвежда в групата на венецуелски студенти като „Карлос, от Перу“. Мария Тереза е във Венецуела, движи се между Каракас и Централния регион, като поддържа контакти с организацията „Трети път“ на Дъглас Браво.
- Нанси Санчес (Falcon), също венецуелка. Приятелката на Карлос от юни 1975. Той споделя апартамента ѝ на Rue Toulliers в Париж заедно с Мария Тереза. По време на инцидента в апартамента, когато са убити двамата френски агенти и Мукхабар, Мария Тереза е била в Северна Африка. Нанси успява да излети от летище „Орли“ с полет на „Avianca“ за Богота-Сан Хуан, и след това да отиде в Каракас.
- Анжела Армстронг, от Южна Африка, която съобщава: Видях Карлос в нощта на инцидента в Париж. Може да е възнамерявал да нощува там. Също така е отбелязано: На сутринта Карлос беше на „Орли“.
- Анхела Отаола, испанка, свързана с ЕТА.
- Ампаро Силва Масмела и Нидия Тобон, от Колумбия. Свързани с Карлос в Лондон и с левичарски групи в Колумбия.

Карлос е свързан и с японската фракция Reiko Sekigun и немската група Baader-Meinhof. Габриел (Kröecher-Tiedemann), първоначално смятан за друг член на Baader / Meinhof, работещ за PFLP / Habbash. Извършва и режисира отвличането на самолета на Air France от Атина да Ентебе, Уганда, през 1976 година. Друг член на Baader-Meinhof е германката Магдалена Коп, във Венецуела със сина на Карлос (към 1992).

## Арест и затвор
Карлос е арестуван през август 1994 г. при операция на френските специални части в Судан, командвана от известния антитерористичен съдия Жан-Луи Брюгиер.
В продължение на повече от 20 години Карлос гради печалната си слава с убийства, бомби и изнудване и всеки път безпрепятствено успява да се измъкне както заради влиятелните си поддръжници, така и заради грубите грешки в тактиката на тайните служби.
Излежава доживотна присъда във френския затвор Clairvaux по обвинение в убийството на двамата френски агенти през 1975.
На 29 юни 2006 г. Карлос Чакала подава жалба в съда в Париж срещу мъжа, който го е арестувал. Жалбата е за отвличане и незаконно задържане. Адвокатът му смята, че има нови доказателства за това, че Чакала всъщност е отвлечен от френските власти на чужда територия. Жалбата на Чакала се основава на интервю, дадено от генерал Филип Рондо за френския вестник „Фигаро“. В него той говори за кариерата си, включително и за залавянето на Карлос Чакала. Рондо разказа, че се е обадил в кабинета на президента, а след това и на вътрешния министър Шарл Паскуа, за да им съобщи успеха си. Адвокатката на терориста Исабел Кутан-Пейр коментира, че това означава признание на Рондо, че е бил сред похитителите.

## Препратки в попкултурата
Фредерик Форсайт пише романа Денят на Чакала, публикуван за първи път през 1971 година. В книгата се разказва за международния убиец „Чакала“ (на френски „le chacal“), нает да убие френския президент Шарл дьо Гол. Екземпляр от книгата, неправилно сметната за притежание на Рамирес Санчес, става причина за неговия прякор. Мнозина погрешно смятат, че литературният герой от книгата е базиран на истинския убиец, въпреки че книгата е издадена преди Карлос да стане известен.
През 2010 година Канал + заснема биографичен трисериен филм „Карлос“ за дейността на Карлос Чакала.